# Jimmy Hastings
Jimmy Hastings (rodným jménem James Brian Gordon Hastings; 12. května 1938 Aberdeen, Skotsko – 18. března 2024) byl britský saxofonista, flétnista a klarinetista. Spolupracoval s různými skupinami spjatými s canterburskou scénou, například Soft Machine (Fourth, 1971), Hatfield and the North (The Rotters' Club, 1975) nebo National Health (National Health, 1977 a další). Spolu se svým bratrem Pye Hastingsem stál u zrodu skupiny Caravan a hrál na jejích albech Caravan (1968), If I Could Do It All Over Again, I'd Do It All Over You (1970), In the Land of Grey and Pink (1971), Waterloo Lily (1972), For Girls Who Grow Plump in the Night (1973), Cunning Stunts (1975), Blind Dog at St. Dunstans (1976), Cool Water (1994), The Battle of Hastings (1995) a The Unauthorized Breakfast Item (2003).
Koncem sedmdesátých let spolupracoval také s jazzovým klavíristou Michaelem Garrickem.